# عسل‌خوار دودی غبغبکی
عسل‌خوار دودی غبغبکی یا عسل‌خوار فوجا (نام علمی: Melipotes carolae) گونه‌ای از عسل‌خواران با پرهای خاکستری دودی و منقار سیاه است. متمایزترین ویژگی بدون شک، پوست گسترده صورت نارنجی مایل به قرمز و آویزان است. در دیگر اعضای سردهٔ Melipotes، این بخش‌ها فقط زمانی که " برافروخته " می‌شوند مایل به قرمز به نظر می‌رسند و غبغب کوچک‌تر است.
این عسل‌خوار که بومی اندونزی است، در دسامبر ۲۰۰۵ کشف شد. در جنگل‌های کوهستانی دورافتاده رشته‌کوه فوجا، گینه نو غربی در ارتفاع بیش از ۱۱۵۰ متر یافت می‌شود.